# Ченцова, Вера Георгиевна
Ве́ра Гео́ргиевна Ченцо́ва (26 декабря 1962, Москва) — русский и французский историк. Кандидат исторических наук (1996). Стала известной, как историк церкви и византинист.

## Биография
Родилась 26 декабря 1962 года в Москве в семье служащих. В 1986 году окончила Московский государственный университет имени М. В. Ломоносова (исторический факультет, кафедра истории Средних веков).
13 декабря 1995 года защитила в Институте всемирной истории РАН, а 22 марта 1996 года получила утверждение своей диссертации кандидата исторических наук на тему: «Города Греции в системе торговых связей Восточного Средиземноморья (XIII—XV вв.)». Научный руководитель-медиевист и византинист С. П. Карпов.
В 1986—1998 гг. — научный сотрудник центра византийских исследований Института всемирной истории АН России (руководитель — акад. г. г. Литаврин).
В 1998—2007 гг. — научный сотрудник Центра палеографических и кодикологических исследований Института всемирной истории АН России (руководитель — проф. Б. Л. Фонкич).
Начиная с 2007 года, набирает обороты конфликт Ченцовой с Борисом Фонкичем, который обусловлен как научными, так и личными разногласиями. Одной из причин разногласий, стала статья Ченцовой под названием: «Челобитная палеопатрского митрополита Феофана 1645 г. об организации греческого книгопечатания и греческой школы в Москве // Palaeoslavica. XIV. 2006. С. 77-123». Там она поднимала вопрос о возможности отождествления двух манер письма одного человека, «книжной» и «обиходной», а сама статья косвенно затрагивала самого Фонкича.
В ответ, бывший начальник по работе Ченцовой — историк Фонкич Борис Львович, который ее в 2007 году уволил из своего отдела, написал книгу «О современных методах исследования греческих и русских документов XVII века. Критические заметки» (Москва, 2012). В ней первая часть была озаглавлена: «О некоторых исследованиях В. Г. Ченцовой по истории греческо-русских связей XVII в.»
В 2007—2013 года — старший научный сотрудник Центра истории восточного христианства и византинистики, Институт всемирной истории АН России (руководитель— проф. М. В. Бибиков).
С 2014 года ассоциированный, а с 2022— действительный член научной лаборатории UMR 8167 «Orient et Méditerranée / Monde byzantin» при Национальном центре научных исследований Франции.
. Во Франции её коллегами и координаторами стали Вивьен Прижан и Лоран (Лаврентий) Татаренко — директор Центра французской цивилизации и франкоязычных исследований (CCFEF) Варшавского университета (с 2022 г. по настоящее время).
В 2011—2016 годы — ассоциированный сотрудник международного научного проекта «Documents concerning the relations между East-European countries and Patriarchate of Antioch (Syria) in the 17th century», который координировала сотрудница Института юго-восточных европейских исследований при АН Румынии, профессор Йоанка Федоров.
С 2015 года аргументированно отрицала каноничность присоединения Киевской митрополии к РПЦ 1686 года, а также пропагандировала украинскую церковную традицию Афона. Впервые это отразилось в ее статье: «к интерпретации грамоты вселенского патриарха Дионисия IV О передаче Киевской митрополии в юрисдикцию московского патриарха».
В 2018—2019 годы активно поддержала образование ПЦУ и соответствующий Томос об автокефалии Православной церкви Украины, изданный от Константинопольского Патриархата 6 января 2019 года. В частности, вместе с другим ученым из Парижа — Константином Ветошниковым стала участницей международной конференции «Юрисдикционный статус Киевской православной митрополии в 1686 году: богословие, каноническое право и культурно-исторический контекст», которая состоялась 31 января 2019 года в Митрополичьих палатах Национального заповедника «София Киевская». Совместо с Константином Ветошниковым подготовила в 2017—2018 годах подборку документов, необходимую для согласования всех деталей Томоса с последующей его публикацией.
В марте 2020 года Ченцова стала новым онлайн-лектором для веб-цикла «Премудрость-online», организованного главой «Открытого православного университета Софии Премудрости Божией» в Киеве — протоиереем ПЦУ Георгием Коваленко. Её курс из пяти лекций был посвящён исследованию архивных документов XVI—XVIII веков Московского государства и Османской империи касательно вопроса Киевской митрополии.
С 2021 года — штатный научный сотрудник Института исследований юго-восточной Европы при Академии наук Румынии (г. Бухарест).
С 2022 — доцент Практической школы высших исследований (EPHE).

## Научные интересы и творчество
Исследует историю церкви, взаимоотношения русской и греческой церквей в османскую эпоху, поствизантийские архивы, в частности, греческие и русские документы, палеографию. Изучает историю Киевской митрополии в XVII веке.
Вера Ченцова проводит исследования преимущественно в пяти областях: 1) палеографические методы изучения раннего новогреческого письма; 2) каталогизация греческих документов из московских архивов; 3) документальные материалы о двух путешествиях, совершенных между 1650 и 1670-ми годами патриархом Антиохийским Макарием и его сыном архидиаконом Павлом. из Алеппо в Константинополь, румынские княжества, Украину и Россию; 4) отношения между Киевской митрополией, Константинопольским патриархатом и Россией в XVII веке; 5) переводы и распространение греческих и латинских пророческих текстов в Москве в XVII веке.
Начала публиковать статьи, как специалист по экономической и социальной истории Византии. Ее интерес к рукописям и архивным документам привел ее к участию в исследовательских проектах, посвященных неопубликованным московским архивным материалам, касающимся отношений России с христианским Востоком в XVI—XVIII веках. Позже она распространила свою работу на архивные фонды Греции, Италии, Украина, Румынии и опубликовала многочисленные исследования, посвященные изучению греко-русских церковных отношений, дипломатической роли представителей греческого духовенства, международной политики в Восточной и Юго-Восточной Европе, поствизантийскому искусству в Восточно-Восточной Европе. Участвовала в нескольких международных научных проектах, в том числе ORTHPOL.
Регулярно публиковалась в трех церковно-научных изданиях Московского Патриархата. Прежде всего, с 2009 года публиковалась в многотомной книжной серии «Православная энциклопедия» (наиболее обширные публикации: Связи Иверского монастыря с Россией // Православная энциклопедия. М., 2009. Т. 21. С. 41-47; Иоанн Златоуст. Мощи // Православная энциклопедия. М., 2010. Т. 24. С. 231—234 (в соавт. с А. А. Королевым, А. Н. Крюковой); Митрофан Критопулос // Православная энциклопедия. М., 2017. Т. 245. С. 493—497)..
Также Ченцова печаталась в журнале «Вестник церковной истории», где размещала книжные рецензии и некрологи (основные публикации: Ченцова В. Г. Памяти Игоря Ярославовича Скочиляса — Вестник церковной истории. 2020. № 3/4 (59/60); Ченцова В. Г. Православная Церковь в османском обществе: новое издание султанских бератов — Вестник церковной истории. 2020. № 1/2 (57/58); Ченцова В. Г. Кирилл Лукарис и «Реформа»: новая книга О. Олара, Вестник церковной истории, 2021, № 3/4 (63/63), с. 359—367), и в журнале «Вестник Православного Свято-Тихоновского гуманитарного университета. Серия 1: Богословие. Философия. Религиоведение».
По словам Ченцовой, в 2009—2010 годах она по заказу директора «Православной энциклопедии» Сергея Кравца участвовала в подготовке одного из разделов научного издания «Справочник по хронологии истории Украины и Украинской Православной Церкви», координатором которого являлся учёный-медиевист Флоря, Борис Николаевич. Однако из-за финансовых сложностей издание данного сборника было отменено.
Также с данной энциклопедией Ченцова активно сотрудничала в 2013—2014 и 2016—2017 годах. Говоря о делах греческих фондов РГАДА, Ченцова пишет: «Православная энциклопедия еще в 2010 году эти все дела копировала, но не из-за автокефалии, а потому что готовили статью про Киевскую митрополию в том на букву К. Как раз тогда начали и писать для этого тома про 1686 год. Потом это тянулось, где-то в 2013 г. я писала рецензию на статью Буреги-Флори про 1686 год для энциклопедии, потом мы ее перерабатывали. Потом ее выбросили совсем от греха, потому что испугались на каком-то высшем уровне. Надо бы поднять письма из энциклопедии. Но в 2016 году как-то уже бум со статьей про Киевскую митрополию в том на К прошел, а бум автокефалии еще не начинался. Зачем же Никольский брал эти дела в 2016 году?? Что он в них хотел увидеть? Вряд ли это был другой Никольский… А моя статья к тому времени даже еще не попала в православную энциклопедию. я ее сдала, кажется, ведь только в конце осени 2016 года. А в начале 2017 года ПЭ начала бурно ею интересоваться».
Фонкич в 2010—2014 годах остро критиковал Ченцову. В частности, в 2010 году Фонкич опубликовал статью против Ченцовой под названием «О некоторых „новых открытиях“ в истории русско-греческих связей XVII века» в книге «Очерки феодальной России. Сборник статей». (Вып. 14 / Ред. С. Н. Кистерев. М.; СПб.: Альянс — Архео, 2010. С. 509—516). Далее Фонкич написал книгу "О современных методах исследования греческих и русских документов XVII века. Критические заметки " (Москва, 2012). В ней первая часть была озаглавлена: «О некоторых исследованиях В. Г. Ченцовой по истории греческо-русских связей XVII в.» В частности, критиковалась её статья 2004 года: «Митра Паисия Иерусалимского — не присланный русскому государю венец „царя Константина“». Кроме того, Фонкич в 2014 году опубликовал новую работу с критикой Ченцовой, под названием: К вопросу о происхождении иконы Иверской Богоматери, доставленной в Москву в 1648 г. // Cyrillomethodianum. Studies on the History of Greek-Slavic Relations. V. XIX (2014). Thessaloniki, 2014. S. 67-86".

## Эмиграция и научные труды после 2014 года
Переехала в Фонтенбло, где вышла замуж. Приблизительно с 2014 года, не поддерживая официального курса правительства РФ, активно и демонстративно сотрудничает с учреждениями Украины, а также стран Евросоюза.
В Париже с Ченцовой стал сотрудничать доктор философии украинского происхождения Лоран (Лаврентий) Татаренко — директор Центра французской цивилизации и франкоязычных исследований (CCFEF) Варшавского университета (с 2022 г. по настоящее время), сотрудник Национального центра научных исследований Франции в Париже (Институт истории), доктор современной истории парижского Университета 1 Пантеон-Сорбонна и католического университета Люблина (2014 г.).. От сотрудничества с институтами России Ченцова окончательно отказалась в 2022 году, протестуя против агрессии России.
С 2014 года-ассоциированный член научной лаборатории или научно-исследовательской группы № 8167 (unité mixte de recherche-UMR 8167) при Национальном центре научных исследований Франции (Le Centre national de la recherche scientifique). С тех пор проживает преимущественно в Париже..
Сотрудничество Ченцовой с научными учреждениями Украины началось с того, что она 19 июня 2014 г. в Киеве она посетила конференцию «Византийское наследие Руси-Украины (X—XVII в.)». Там она в соавторстве с Вивьеном Прижаном выступила с докладом на тему: «Вероисповедные предпочтения константинопольского патриарха Кирилла Лукариса и Киевская митрополия». При этом, как считается, москвичка Ченцова на конференции изображала «французскую сторону» научных дискуссий..
С 2014 года входила в руководство базирующегося в Киеве Международного института афонского наследия в Украине, как его координатор по Западной Европе..
28-29 ноября 2014 года Ченцова находилась в Чернигове, где приняла участие в конференции «Русь и Афон», организатором которой стал аффилированный с УПЦ-МП институт афонского наследия во главе с Сергеем Шумило, жителем г. Бровары Киевской области..
Также в 2014 году вошла в редколлегию журнала НБУВ «Рукописное и книжное наследие Украины: археографические исследования уникальных архивных и библиотечных фондов»..
С 2015 года занимается исследованием истории Киевской митрополии. В частности, при участии Ченцовой в Киеве проведена 21-23 мая 2015 года III Международная конференция «Афон и славянский мир», приуроченная к 1000-летию древнерусского монашества на Святой горе Афон, проведённая в Свято-Успенской Киево-Печерской лавре силами Киевской митрополии УПЦ-МП, Киевской духовной академии УПЦ-МП, а также при определённом участии международной организации Императорское православное палестинское общество (ИППО), член которого Дмитрий Зубов приезжал на конференцию, и московского объединения Институт Русского Афона под руководством Валерия Пирогова, также лично участвовавшего в конференции.
Впоследствии Ченцова в своих заметках неоднократно подчёркивала, что гордится своим участием в данных конференциях УПЦ-МП. Также свою поддержку Ченцовой неоднократно высказывал руководитель существующего тогда в Киеве афонского историко-культурного общества Шумило, Сергей Викторович.
21 декабря 2015 года во Львове в Украинском католическом университете Ченцова выступила с гостевой декцией о греческих надписях эпохи Петра Могилы в церкви Спаса на Берестове.
В 2017 года опубликовала текст греческих оригиналов синодальных решений Константинопольского Патриархата 1686 г. о передаче Московскому патриарху управления Киевской митрополией.
Написала критическую рецензию на изданный «Православной энциклопедией» сборник документов, который должен был обосновать права московских патриархов на Киевскую епархию.
В 2018—2019 годах Ченцова и русско-французский исследователь Константин Ветошников опубликовали ряд комментариев, посвящённых обоснованию каноничности принятия православных юрисдикций Украины под омофор Константинопольского Патриархата, в соответствии с томосом от от 6 января 2019 года. Тем самым, Ченцова обеспечила себе популярность в Украине, как апологет канонического статуса ПЦУ, несмотря на своё многолетнее в прошлом сотрудничество как с Православной энциклопедией РПЦ, так и с Папским институтом восточных студий в Ватикане, и Украинским католическим университетом во Львове. Кроме того, удалось в некоторой степени обеспечить Ченцовой репутацию религиозно-политического диссидента, научные наработки которой могли бы быть востребованы на Западе в качестве наследия от постсоветской прогосударственной исследовательницы, эволюционировавшей постепенно в «антипутинского» и «антигундяевского» учёного-просветителя.
При этом Ченцова, согласно списку ее работ, с 2009 года по 2021 год включительно продолжала печатать свои статьи в официальном издании Православной энциклопедии РПЦ — журнале «Вестник церковной истории».
В 2020 году в киевском издательстве «Дух і літера» на основе своих исследований Ченцова издала книгу под названием: «Киевская митрополия между Константинополем и Москвой: 1686. [Посольство подьячего Никиты Алексеева (1685—1686 г.).]». На эту книгу написал положительную рецензию киевский историк Дмитрий Гордиенко, аффилированный с КДА УПЦ-МП и её проректором Владимиром Бурегой.
Приняла участие в проходившей в городе Сумы (Украина) конференции «Историко-краеведческие исследования: традиции и инновации» (11-12 ноября 2021 года). Опубликовала в 2018—2021 годах четыре научные статьи для журнала «Анналы Путны» — официального издания недружественной по отношению к ПЦУ Румынской Православной Церкви..

## Заявления, интервью и научные рецензии трудов Ченцовой
В 2020 году Ченцова дала интервью руководителю интернет-ресурса «Религиозная правда» Лане Самохваловой (Ярославе Мищенко), в котором выступила за преодоление враждебности ПЦУ по отношению к УПЦ-МП, за единение и сближение с УПЦ-МП.
В 2021 году Ченцова вступила в полемику с русским профессором Борисом Флореей, по тематике событий 1686 года, который в 2021 году дал ей ответ.

## Публикации
статьи
- Материалы к истории Херсона в средние века // Материалы по археологии, истории и этнографии Таврии: Сб. научн. тр. — 1996. — Вып. V. — С. 171—184.
- Источники фонда «Сношения России с Грецией» Российского государственного архива древних актов по истории международных отношений в Восточной и Юго-Восточной Европе в 50-е гг. XVII в. // Русская и украинская дипломатия в Евразии: 50-е годы XVII века. — М., 2000. — С. 151—179.
- Коринфский митрополит Иоасаф, гетман Богдан Хмельницкий и Россия (неизвестные документы фонда «Сношения России с Грецией» /фонд 52/ Российского государственного архива древних актов) // Palaeoslavica. Х/2002. — № 2. — Р. 293—322.
- Les documents grecs du XVII siècle: pièces authentiques et pièces fausses: 1. L’ex-patriarche oecuménique Athanase Patélare à Moscou en 1653 // Orientalia Christiana Periodica. — Roma, 2002. — Vol. 68, fasc. II. — P. 335—374.
- Три греческие грамоты бывшего патриарха Афанасия II Пателара // Очерки феодальной России. — М., 2003. — Вып. 7. — С. 164—189.
- Греческие грамоты антиохийского патриарха Макария 50-х гг. XVII в. из собрания Российского государственного архива древних актов // Исторические традиции русско-сирииских культурных и духовных связей: миссия антиохийского патриарха Макария и дневники Павла Алеппского. К 350-летию посещения Макарием Антиохийским и архидиаконом Павлом Алеппским Москвы. Четвертые чтения памяти профессора Николая Федоровича Каптерева. Международная научная конференция. 9—10 ноября 2006 г. Материалы. — М., 2006. — С. 41-57.
- Le premier voyage du patriarche d’Antioche Macaire III Ibn al-Zaʽîm à Moscou et dans les Pays roumains: 1652—1659 // Ioana Feodorov (éd.), Relations entre les peuples de l’Europe Orientale et les chrétiens arabes au XVIIe siècle. — Bucureşti: Editura Academiei Române, 2012. — P. 69-122.
- Корпус печатей поствизантийского времени: проект исследования и каталогизации // Sphragistic meridian: Київ-Корсунь / Χερσῶν-Κωνσταντινούπολις. Международный коллоквиум по русско-византийской сфрагистике. — Киев, 13-16 сентября 2013 г. — Киев; Севастополь, 2013. — С. 79-81.
- К интерпретации грамоты вселенского патриарха Дионисия IV о передаче Киевской митрополии в юрисдикцию московского патриарха // Вспомогательные исторические дисциплины и источниковедение: современные исследования и перспективы развития: Материалы XXVII Междунар. науч. конф. Москва, 9-11 апр. 2015 г. / редкол. : Ю. Э. Шустова (отв. ред.) и др.; Рос. гос. гуманитар. ун-т, Ист.-арх. ин-т, Высшая школа источниковедения, спец. и вспомогат. ист. дисциплин. — М.: РГГУ, 2015. — С. 461—464.
- Le clergé grec, la Russie et la Valachie à l’époque de Constantin Brâncoveanu: le témoignage des archives russes // Constantin Brâncoveanu et le monde de l’Orthodoxie / Éd. par P. Guran. — Bucureşti, 2015. — P. 96-104.
- Moscou face à la tentation protestante du patriarche œcuménique Cyrille Loukaris // L’Union à l'épreuve du formulaire, 2016. — P. 311—340
- Рецензия на: Ю. И. Петрова, Путешествие патриарха антиохийского Макария: Киевский список рукописи Павла Алеппского (Y. I. Petrova, Le voyage du patriarche d’Antioche Macaire: la version kiévienne du manuscrit de Paul d’Alep), Kiev, Institut des études orientales A. E. Krymski de l’Académie nationale des sciences d’Ukraine, 2015. 268 p., ill., Arabica 63 (2016). — P. 702—704.
- Синодальное решение 1686 г. о Киевской митрополии // Древняя Русь. Вопросы медиевистики. 2017. — № 2 (68). — C. 89 — 110.
- До історії книгозбірні Ілька Борщака в Парижі: Iнскрипт Шевченка на «Кобзарі» 1860 року. «Спадщина: Літературне джерелознавство, текстологія». Т. 11 — 12. 2017. (соватор: Федорук Г. Я.)
- Монахи из Зографа в Киеве и Москве в 20-30-е гг. XVII в. // Исторический вестник. Христианство на Ближнем Востоке. 2017. — Т. 20. — С. 164—189.
- Les moines de Zôgraphou à Kiev et à Moscou au XVIIe siècle et les débuts de l’imprimerie en Valachie, Relaţiile Românilor cu Muntele Athos şi cu alte Locuri Sfinte (secolele XIV—XX). In honorem Florin Marinescu, ed. Petronel Zahariuc. — Iaşi: Editura Universităţii «Alexandru Ioan Cuza», 2017. — P. 107—117.
- Pour un corpus des inscriptions grecques de l’église Saint-Sauveur de Berestovo // Museikon, Alba Iulia, 1, 2017. — P. 77-94.
- Султан відповідає козакам: До історії двох грамот Мегмеда IV до Богдана Хмельницького (1650—1651) // Український археографічний щорічник: журнал. — 2018. — Випуск 21/22. — Том 24/25. — С. 398—399. (соавтор: Кравець М.)
- Miron Barnovschi-Movilă et la cour de Moscou: à propos des reliques de Saint Jacques le Perse // Analele Putnei. 2018. — XIV (1). — P. 265—284.
- Мелетій Охридський і синаїти у Ніжині наприкінці XVII століття // Юрисдикційний статус Київської православної митрополії у 1686 році: богослів’я, канонічне право та культурно-історичний контексті / За загальною редакцією проф. О. Сагана — К., 2019. — С. 103—105.
- Митра киевского владыки Гедеона (Святополк-Четвертинского) и его титул // Вестник Альянс-Архео 28 (2019). — C. 21—44.
- Tel qu’en lui-même ? Modèle et chronologie des représentations du patriarche Théophane de Jérusalem, Revue des études slaves, XC/3, 2019. — p. 349—362.
- «Воссоединение» // Вестник «Альянс-Архео». ‒ Вып. 30. ‒ М.; СПб.: Альянс-Архео, 2019. ‒ С. 87 — 173
- Разрешительная грамота иерусалимского патриарха Феофана «по духу своей дщери» Мелании // Труди Київської Духовної Академії Київ, 2020. — № 32. — С. 59-73.
- Додатковий лист для «Архіву Дорошенка» // Український археографічний щорічник. Нова серія. — 2020. — Вип. 23/24. — С. 280—325. (соавторы: М. Кравець, В. Остапчук)
- Les peintures de l’église Saint-Sauveur de Berestovo: remarques sur le programme iconographique et épigraphique // Museikon, 4, 2020. — P. 193—208.
- A Patriarchal «Blessing of Release» for the See of Kyiv Dated 1686: New Archival Material, New Interpretations // Canadian-American Slavic Studies, № 54, 2020. — P. 51-71.
- L’exil pour dernière demeure: le métropolite Dosithée (Dosoftei) Barilă à Stryi // Analele Putnei, 2020 [2021], vol. — XVI (1). — P. 111—138.
- Паисий Лигарид в Киеве // Київська Академія. — 2021. — Вип. 18. — С. 49—107.
- Une métropole entre double appartenance et indépendance: Kiev, Constantinople et Moscou dans la seconde moitié du XVIIe siècle, Autocéphalies: l’exercice de l’indépendance dans les Églises slaves orientales (IXe-XXIe siècle), éd. M.-H. Blanchet, F. Gabriel, L. Tatarenko, Rome, École française de Rome, 2021 (Collection de l'École française de Rome, 572), p. 305—370. Open edition: https://books.openedition.org/efr/12003
- A Bilingual Greek-Ottoman Turkish Seal of Daniel ІІ, Orthodox Metropolitan of Brăila (1751) // International Journal of Turkology 14. 2021. — P. 4-21. (соавторы: Yevhen Buket, Maryna Kravets, Roman Zakharchenko).
- Whose Realm, His Bishop: Orthodox Patriarch’s Flock beyond the Borders of the Ottoman Empire in the Seventeenth Century, Entangled Confessionalizations? Dialogic Perspectives on the Politics of Piety and Community-Building in the Ottoman Empire, 15th-18th Centuries, ed. by Tijana Krstić, Derin Terzioğlu, Piscataway (New Jersey): Gorgias Press, 2022. — P. 215—231.
- De Moldavie à Kiev: les pérégrinations de la «croix de Théophane» // Analele Putnei, 1, 2021 [2022], p. 97-122 (соавторы: Olena Sergiy, Bohdan Berezenko).
- Les trésors du monastère de Râşca à Kiev // Analele Putnei, 1, 2021 [2022]. — p. 123—135.
- Пропала грамота. На чому заснована автокефалiя // Локальна iсторiя, 1, 2021. — p. 24-29.
- К истории православной кафедры в Каменце-Подольском в конце XVII века: новые известия о биографии митрополита Панкратия // Меморіальний збірник, присвячений Ігореві Скочилясу. — Львів: Український католицький університет, 2022 (Серія «Київське християнство», т. 25). — p. 189—206.
- «The Patriarchal and Synodal Act of 1686 in Historiographical Perspective» // Orthodoxy in Two Manifestations? The Conflict in Ukraine as Expression of a Fault Line in World Orthodoxy, ed. Thomas Bremer, Alfons Brüning, and Nadieszda Kizenko (Berlin: Peter Lang, 2022). — P. 45-72.
- Мелетий Охридский и синаиты в Нежине в конце XVII в. // Perspektywy Kultury. № 38 (3). — С. 85—122.
- New Research on Mazepa’s Arabic Gospel (1708) Історико-краєзнавчі дослідження: традиції та інновації. Матеріали VI Міжнародної наукової конференції 8-9 грудня 2023 р. — Суми, 2024. — С. 218—221.

книги
- Восточная церковь и Россия после Переяславской рады, 1654—1658: документы. — Москва: Гуманитарий, 2004. — 176 с. — ISBN 5-98499-003-2
- Икона Иверской Богоматери: (очерки истории отношений греческой церкви с Россией в середине XVII в. по документам РГАДА). — М.: Индрик, 2010. — 415 с. — ISBN 978-5-91674-102-5
- Киевская митрополия между Константинополем и Москвой. 1686. — Київ: Дух і Літера, 2020. — 632 с. — ISBN 978-966-378-758-9.
- Autocéphalies: l’exercice de l’indépendance dans les Églises slaves orientales (IXe-XXIe siècle), éd. M.-H. Blanchet, F. Gabriel et L. Tatarenko. — Rome, 2021 (Collection de l’École française de Rome 572). — 673 p.